# وطنية فلسطينية
الوطنية الفلسطينية هي الحركة الوطنية للشعب الفلسطيني من أجل تحقيق مبدأ تقرير المصير والسيادة على أرض فلسطين. وقد تشكلت هذه الحركة في الأساس لتطلق زمام المعارضة ضد الصهيونية. أصبحت هذه الحركة فيما بعد ركيزة جوهرية في مناهضة النزاعات القومية العربية. وهكذا فقد رفضت الاحتلال التاريخي للأراضي الفلسطينية من قبل إسرائيل والسيادة العربية غير المحلية من قبل مصر على قطاع غزة والأردن على الضفة الغربية. على عكس الأطروحات الحالية التي تقتصر على كون فلسطين هي إسرائيل والضفة الغربية وقطاع غزة فقط فقد اقترح في الفترة ما بين 1969 و1972 من قبل منظمة التحرير الفلسطينية مرارا وتكرارا فكرة ضم الأردن إلى الدولة الفلسطينية المستقبلية كجزء من رؤيتها نحو إقامة فلسطين كبرى.

## الخلفية التاريخية
قبل تطور مفهوم الوطنية الحديثة، اتجه هذا الولاء الوطني ليركز بؤرة اهتمامه في مدينة معينة أو شخص معين. فقد صيغ وترجم هذا المصطلح «القومية» عن طريق الكاتب والناقد الألماني يوهان جوتفريد هردر في أواخر القرن الثامن عشر. وقد قورنت القومية الفلسطينية بالعديد من الحركات القومية الأخرى مثل القومية العربية والصهيونية. أدلى بعض القوميين دلوهم في القضية الفلسطينية قائلين «إن الأمة الفلسطينية هناك دائمًا، فهي في الواقع جزء من النظام الطبيعي الذي يسود أراضيها؛ حتى غرقت في قلوب قاطنيها». وتماشيًا مع هذه الرؤية الفلسفية، فقد صرحت جامعة القدس أنه على الرغم من تعرض فلسطين للاحتلال في الآونة الأخيرة من قبل القدماء المصريين والحيثيين والفلسطينيين والإسرائيليين والآشوريين والبابليين والفرس والرومان والمماليك والعثمانيين والبريطانيين والصهاينة، ولكن ظل الكيان الفلسطيني محتفظًا بوجوده على الأراضي الفلسطينية ولا يزال.

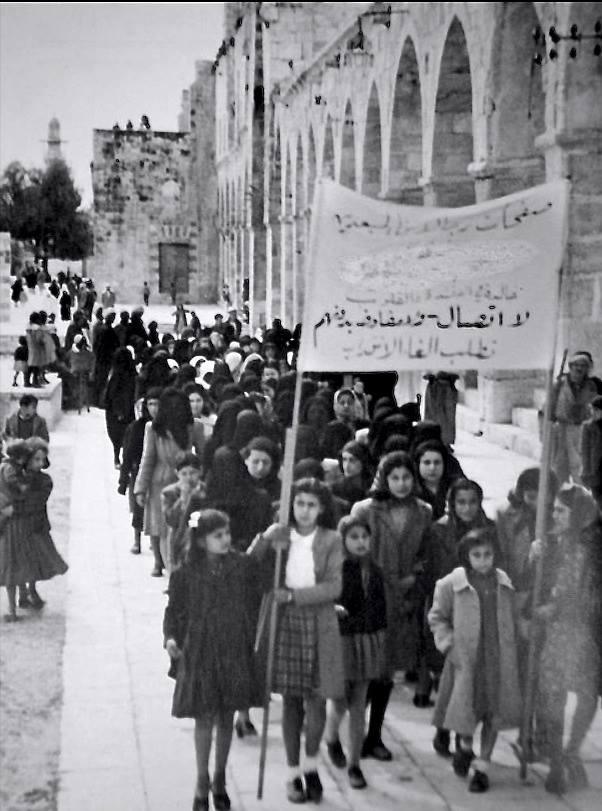
صورة لمظاهرة احتجاجية نسائية تطوف أراضي فلسطين ضد الانتداب البريطاني عام 1930م. وتنص اللافتة على «لا اتصال، لا مفاوضة حتي يسقط الانتداب».

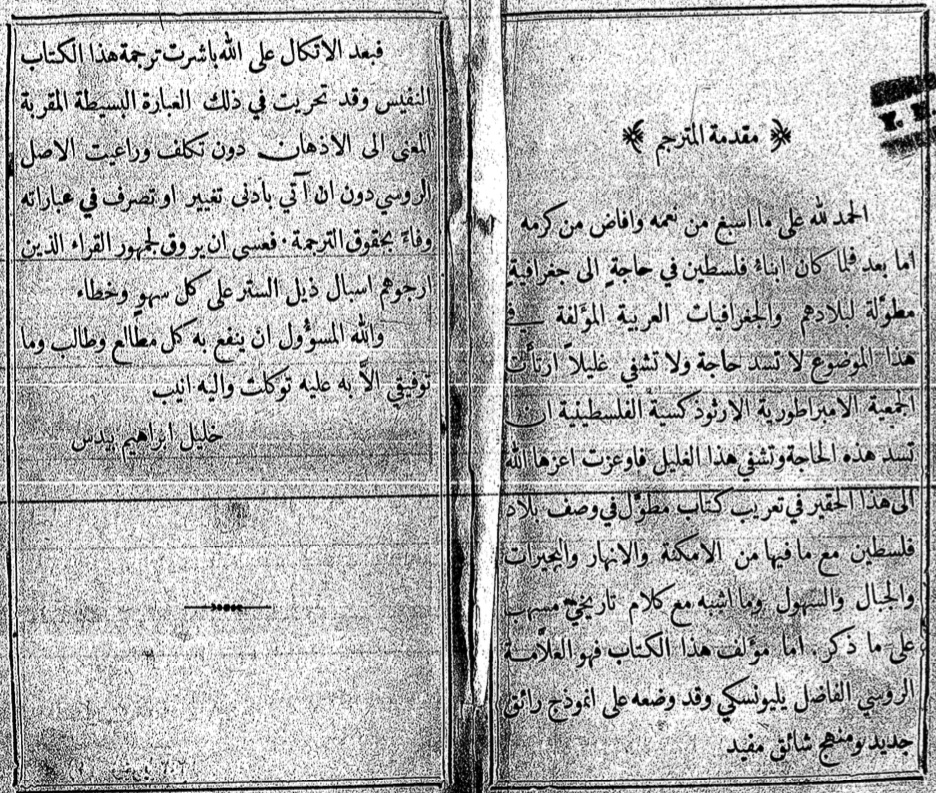
تتربع كلمة فلسطين على قائمة الأعمال ومنها وجودها في ترجمة خليل بيدس في مقدمة كتاب Akim Olesnitsky's الذي خاض في وصف الأراضي المقدسة عام 1889.

أثار زخاري فوستر جدلاً في مقال الشؤون الخارجية لعام 2015 حول أول عربي استخدم مصطلح «الفلسطيني»، فريد جورج كساب، وهو مسيحي يدين المسيحية الأرثوذكسية[ ؟ ] في بيروت. وقد توصل إلى هذا استنادًا على مئات من المخطوطات وسجلات المحاكم الإسلامية، والكتب، والمجلات، والصحف التي يعود تاريخها إلى الفترة العثمانية (1516-1918). وأوضح كذلك أن كساب في كتابه 1909 كتاب فلسطين والهيلينية والأكليروسية؛ حيث أشار بالمناسبة أن العثمانيين ذوي النزوع الفلسطيني الأرثوذكسي يطلقون على أنفسهم العرب، فهم في واقع الأمر عرب، على الرغم من وصف الناطقين باللغة العربية من فلسطين بالفلسطينيين خلال الجزء المتبقي من هذا الكتاب. أدلي فوستر برأيه فيما بعد عن طريق كراس صغير انتشر في ميدان فلسطين عام 2016 موضحًا بشاهد تاريخي حيث استخدم الأديب والمترجم الفلسطيني خليل بيدس مصطلح «فلسطيني» لوصف السكان العرب في المنطقة في مقدمة لكتاب له ترجم من الروسية إلى العربية في عام 1898. ففي كتاب " Akim Olesnitsky" الذي خاض في وصف الأرض المقدسة، تمكن بيدس من إيضاح توقيت العمل الزراعي الصيفي الذي يبدأ في شهر مايو مع حصاد القمح والشعير. وبعد تحمل المناخ الصيفي الذي لا تشتهيه الأراضي لندرة الأمطار بشكل قاطع مما يؤدي إلى نفاد مخزون المياه بالخزانات ونضوب الأنهار والينابيع، تبدو معالم اللهفة والحفاوة على الفلاحين لإستقبال فصل الشتاء، هذا الموسم الذي تنتشر خيراته في حقولهم المتحجرة لتهتز وتربو وتنبت من كل زوج بهيج.
وأوضح فوستر أن هذه هي المرة الأولى في التاريخ الحديث حيث يظهر مصطلح 'الفلسطيني' أو 'Filastini "باللغة العربية. وأضاف، أن هذا المصطلح «فلسطيني» قد تم استخدامه بالفعل منذ عقود مضت في اللغات الغربية التي كتبتها جيمس فين البريطانية، والألمانية لودفيغ شنلر، وجيمس ويلز الأمريكية.
وفي كتابه «الهوية الفلسطينية وبناء الوعي الوطني الحديث»، لاحظ المؤرخ رشيد الخالدي أن الطبقات الأثرية التي تشير على تاريخ فلسطين والتي تشمل الكتاب المقدس والرومانية والبيزنطية والأموية والفاطمية والصليبية والأيوبية والمملوكية والعثمانية تشكل جزءًا من هوية الشعب الفلسطيني المعاصر؛ حيث قدموا على فهم ذلك خلال القرن الماضي، ولكن باءت بعض محاولات وجهود القوميين الفلسطينيين بالفشل واستقبلت بالتهكم وذلك لمحاولاتهم التي تنطوي على المفارقات التاريخية في الولوج إلى التاريخ مرة أخرى لبث فيه صحوة الوعي القومي الأمر الذي يحتم بعصرية هذه المحاولات. وأكد الخالدي على عدم انحصار دائرة الهوية الفلسطينية على مفهومها فقط، بل اتسعت لتشمل "العروبة[ ؟ ] والدين[ ؟ ] والولاءات المحلية" التي تلعب دورًا هامًا في اكتمال هذه الدائرة. وناقش أيضًا شأن الهوية الوطنية الحديثة للشعب الفلسطيني التي امتدت جذورها إلى الخطابات القومية التي ظهرت بين شعوب الدولة العثمانية في أواخر القرن ال19 التي شحذت بعد ترسيم الحدود الحديثة للدولة الأمة في الشرق الأوسط بعد الحرب العالمية. كما أنه يسلم بأن الصهيونية لعبت دورًا في تشكيل هذه الهوية، على الرغم من الخطأ الجسيم الذي يشير إلى أن الهوية الفلسطينية برزت أساسا كاستجابة فعلية على الصهيونية. ويسترسل الخالدي في وصف السكان العرب في فلسطين أثناء الإنتداب البريطاني[ ؟ ] بأنها «هويات متداخلة» ذات النزوع الولائي إلى القري والمناطق ودولة فلسطين التصورية والبديل المدرج في بلاد الشام والمشروع القومي العربي بالإضافة إلى الإسلام. وأضاف قائلًا أن «الوطنية المحلية لا يمكن بعد وصفها بأنها القومية للدولة الأمة».
وقام المؤرخ الإسرائيلي حاييم جربر أستاذ التاريخ الإسلامي بالجامعة العبرية في القدس بتتبع مسار القومية العربية بالنظر في تاريخ القرن السابع عشر حيث الزعيم والمفتي الديني خير الدين الرملي (1585-1671) الذي عاش في مدينة الرملة. ادعى أن فتاوى خير الدين الرملي الدينية (فتوى: جمع فتاوى) التي جُمعت في شكلها النهائي في عام 1670 تحت اسم الفتاوى الخيرية كانت خير شاهدٍ على الوعي القومي الذي يسود المدينة آنذاك حيث أنها شكلت سجلًا معاصرًا، وأعطت رؤية عميقة عن العلاقات الزراعية. ولعبت هذه المجموعة الدينية التي تم إدراجها تحت مسمى الفتاوى الخيرية لكاتبها ومؤلفها خير الدين الرملي دورًا حيويًا في تسليط الضوء على مجموعة من المفاهيم مثل فلسطين Filastin)) وبلدنا (biladuna) والشام (سوريا) ومصر (Misr) والديار (diyar) في سياق يرمي إلى نظرة تخترق الحدود الجغرافية.
أقر كلًا من المفكر الإسرائيلي باروخ كيمرلنج والمؤرخ الإسرائيلي بيني موريس أن حصار عكا[ ؟ ] عام 1834 هو الحدث التكويني الأول للشعب الفلسطيني، في حين أبرم موريس أن وجود العرب في فلسطين بقي جزءًا من الحركة القومية الوطنية للوحدة الإسلامية أو العربية.
في كتابه الصراع بين إسرائيل وفلسطين: مائة عام من الحرب The Israel–Palestine Conflict: One Hundred Years of War، يقول جيمس جلفن أن "القومية الفلسطينية ظهرت خلال فترة ما بين الحربين ردًا على الهجرة الصهيونية والإستيطان. ومع ذلك، فإن هذا لا يحط من شرعية[ ؟ ] الهوية الفلسطينية عندما تُذكر الحقيقة الآتية التي تقر بظهور القومية الفلسطينية عقب الصهيونية كاستجابة فعلية لها، والأمر الذي لا يقلل بأي حال من الأحوال من شأن القومية الفلسطينية أو يشكك في صحتها عند مقارنتها بالصهيونية. تنشأ جميع القوميات التي تتخذ مسارًا معارضًا لفكرة "الآخر". وإلا لماذا سيكون هناك داعي لتحديد من أنت؟، فكل القوميات يتم تعريفها من خلال معارضيها. وقد ناقش البريطاني المتخصص في دراسات الشرق الأوسط برنارد لويس أنها لم تكن كدولة فلسطينية، ذلك أن عرب فلسطين التابعين للدولة العثمانية اعترضوا على الصهيونية، حيث لم يُعرف مصطلح الدولة بعد إلى العرب ولم يتم خروجه إلى الوجود، حتى أن مفهوم القومية العربية في الولايات العربية للدولة العثمانية، "لم تصل إلى نسب كبيرة قبل اندلاع الحرب العالمية الأولى".وقد أكد المؤلف والمؤرخ الأمريكي المتخصص في نقد الشأن الإسلامي دانيال بايبس أن الوجود العربي الفلسطيني لم يطأ الأراضي الفلسطينية منذ بداية عام 1920، ولكن بحلول ديسمبر كانون الاول اتخذت شكلًا مماثلًا لما تتواجد عليه اليوم. وأضاف أنه مع توغل الإنتداب البريطاني على فلسطين من سوريا الكبرى، اجتهد عرب الانتداب الجديد في تحقيق أفضل مايمكن لوضعهم الراهن، ومن ثم أطلقوا على أنفسهم لفظة فلسطينيين.

## الجذور التاريخية
رافق انهيار الدولة العثمانية توهج الشعور بالهوية العربية في الولايات العربية في الدولة العثمانية، وأبرزها سوريا والتي تم اعتبارها أن تشمل فلسطين ولبنان. وغالبًا ما يُنظر إلى هذ التطور بأنه وثيق الصلة بالنزوع الإصلاحي أو ما يُطلق عليه النهضة العربية أو اليقظة العربية أو حركة التنوير العربية مما وجه الأنظار في أواخر القرن التاسع عشر إلى قضية إعادة تحديد الهويات الثقافية والسياسية المتأصلة بسمة الشخصية العربية.
وتحت راية الحكم العثماني، رأى السكان العرب قاطنو الأراضي الفلسطينية أنفسهم توابع للدولة العثمانية. وفي عام 1830، احتلت فلسطين من قبل التابع المصري للدولة العثمانية محمد علي وابنه إبراهيم باشا. نجمت الثورة العربية الفلسطينية نتيجة المقاومة الشعبية الرافضة للمطالب الثقيلة التي وقعت على عاتق المجندين؛ حيث أدرك الفلاحون أن التجنيد في جوهره لا يقل تعذيبًا عن عقوبة الإعدام. وفي عام 1834 اجتاحت المظاهرات العديد من المدن من بينها القدس والخليل ونابلس. وردًا على هذا، أرسل إبراهيم باشا جيشًا لقمع المتمردين في الرابع من أغسطس في مدينة الخليل.
وبمساعدة كل من القومية العربية في شكلها المبكر والقومية السورية باعتبارهما الإتجاهات السائدة في هذه الفترة جنبًا إلى جنبٍ مع الولاء المستمر للدولة العثمانية، تمايزت السياسة الفلسطينية إلى ردود أفعال لدفع الهيمنة الأجنبية ونمو الهجرة الخارجية، وبخاصة الصهيونية. ونتج عن احتلال إبراهيم باشا للأراضي الفلسطينية تدمير مدينة عكا عام 1830[بحاجة لمصدر] وعلى إثرها ازدادت الأهمية السياسية لنابلس.
انتزع العثمانيون السيطرة على سوريا في 1840-1841. وعقب ذلك ارتفع صيت عشيرة عبد الهادي التي نشأت في عرابة[ ؟ ] في منطقة سهل عرابة في شمال الضفة الغربية (منطقة السامرة)، لتتقدم إلى الصدارة. وقد اكتسبت فئة الحلفاء المخلصين وعائلة طوقان الولاية المطلقة على جبل نابلس وبعض المناطق الأخرى.
في عام 1887 تم تقسيم ولاية القدس كجزء من سايسة الدولة العثمانية؛ حيث اتبعت سياسية تقسيم بلاد الشام (سوريا العثمانية) إلى وحدات إدارية صغرى. واتبعت إدارة هذه الولاية منحنى محلي واضح.
كما كشف المؤلف ميشيل كامبوس أنه عقب تأسيس تل أبيب في عام 1909، أخذت النزاعات على الأرض طريقها نحو النمو[ ؟ ] لتأخذ منحنى جديد وهوال تنافس[ ؟ ] الوطني الواضح. أضحت المطامع الصهيونية تشكل وبالًا على القادة الفلسطينيين، حيث ساهم شراء الأراضي الفلسطينية من قبل المستوطنين الصهيونيين ولاحقًا طرد الفلاحين الفلسطينيين الأصليين لهذه الأرض في خلق جذوة مشتعلة عملت على تفاقم المسألة.
وردت هذه الأحزاب القومية الفلسطينية في جريدة فلسطين في يونيو 1914 بخطاب من أبو السعود وتمثلت في جميعة الإخوة والعفة، والجمعية الخيرية الإسلامية، وشركة الاقتصاد الفلسطيني العربي، وشركة التجارة الوطنية الاقتصادية. وتتشابه هذه الجمعيات في انتهاج مسار عملي واحد وتبني مُثُل عليا قيمة تتمثل في تعزيز[ ؟ ] الوطنية والسمو بالطموحات التعليمية ودعم الصناعات الوطنية.

## المجموعات القومية الفلسطينية

### الأعيان
تعد فئة الأعيان الفلسطينيين هي مجموعة من النخب التي تسكن المناطق الحضرية، وتمثل قمة الهرم الاجتماعي والاقتصادي الفلسطيني؛ حيث الجمع بين القوة الاقتصادية والسياسية التي هيمنت على السياسات العربية الفلسطينية طوال فترة الانتداب البريطاني. وقد تم تشجيع الهيمنة العليا من أصحاب النفوذ والأعيان ومحاولة الاستفادة منها خلال الفترة العثمانية وأثناء الانتداب البريطاني لاحقًا للعمل كوسطاء بين السلطة والشعب لإدارة الشؤون المحلية في فلسطين.
شكلت أسرة الحسيني قوة رئيسية في التمرد ضد حاكم مصر وفلسطين محمد علي في تحدٍ واضح للدولة العثمانية، مما عزز من قوة العلاقة التعاونية مع عودة السلطة العثمانية. فقد شاركت هذه العائلة في النزال ضد عائلة القيسي بالتحالف مع رئيس المناطق الريفية لمنطقة القدس مصطفى أبو غوش، وقاموا بعملية الاشتباك على هذه القبيلة مرارًا وتكرارًا. ووقعت العديد من النزاعات تدريجيًا في المدينة بين كلًا من القبيلة والخالديين التي تؤدي إلى عائلة القيسي، فقد تعاملت هذه النزاعات مع المواقع المدنية وليس مع التنافس القيسي اليماني. وترأست عائلة الحسيني فيما بعد حركات المقاومة والدعاية ضد الأتراك الناشئين الذين سيطروا على مقاليد الدولة العثمانية وربما كان الأكثر من ذلك هو أخذ مقاومتهم بعدًا عدائيًا ضد الانتداب البريطاني والهجرة الصهيونية المبكرة. شغل السياسي جمال الحسيني رئاسة الحزب العربي الفلسطيني عام 1935. واُنتخب إميل الغوري أمينًا عامًا لهذا الحزب فهو المنصب الذي شغله حتى نهاية الانتداب البريطاني في عام 1948. وفي عام 1948 الذي شهد سيطرة الأردن على القدس وطرد الصهاينة منها، قام الملك عبد الله الأول بإقالة أمين الحسيني من منصب مفتي القدس، ومنعه من دخول القدس.
كانت أسرة النشاشيبي لها تأثير فعال بشكل خاص في فلسطين خلال فترة الانتداب البريطاني من 1920 حتى 1948. أثناء هذه الفترة، تنافست هذه العائلة مع عائلة الحسيني، من أجل الهيمنة على المشهد السياسي العربي الفلسطيني. أما على الجانب الآخر من الأعيان الذين يفتقدون وهج الهوية الفلسطينية مع السكان العرب الفلسطينيين فيُذاع صيتهم كقادة وليسوا كممثلين عن المجتمع العربي الفلسطيني.

## السياق العثماني المتأخر
كان انهيار الإمبراطورية العثمانية مصحوبًا بشعور متزايد بالهوية العربية في المقاطعات العربية للإمبراطورية وأبرزها سوريا والتي يُعتقد أنها تشمل كل من شمال فلسطين ولبنان. غالبًا ما يُنظر إلى هذا التطور على أنه مرتبط بالاتجاه الإصلاحي الأوسع المعروف باسم النهضة ("الصحوة" ويُطلق عليه أحيانًا " النهضة العربية") والذي أدى في أواخر القرن التاسع عشر إلى إعادة تعريف الهويات الثقافية والسياسية العربية مع السمة الموحدة للغة العربية.
في ظل الحكم العثماني كان أغلب سكان فلسطين العرب يعتبرون أنفسهم رعايا عثمانيين. وفي ثلاثينيات القرن التاسع عشر احتلت فلسطين من قبل التابع المصري للعثمانيين محمد علي وابنه إبراهيم باشا. وقد اندلعت الثورة العربية الفلسطينية نتيجة للمقاومة الشعبية ضد المطالبات المتزايدة بالتجنيد الإجباري حيث كان الفلاحون يدركون تمام الإدراك أن التجنيد الإجباري لا يعدو أن يكون حكماً بالإعدام. ابتداءً من مايو 1834 استولى المتمردون على العديد من المدن من بينها القدس والخليل ونابلس. وردًا على ذلك أرسل إبراهيم باشا جيشًا وتمكن أخيرًا من هزيمة آخر المتمردين في 4 أغسطس في الخليل.

يعد علم الثورة العربية ضد الدولة العثمانية رمزا بارزا للقومية العربية. ويشكل تصميمها وألوانها الأساس للعديد من أعلام الدول العربية.

في حين كانت القومية العربية على الأقل في شكلها المبكر والقومية السورية هي الاتجاهات السائدة إلى جانب الولاء المستمر للدولة العثمانية فقد اتسمت السياسة الفلسطينية بردود الفعل تجاه الهيمنة الأجنبية ونمو الهجرة الأجنبية وخاصة الصهيونية.
أدى الاحتلال المصري لفلسطين في ثلاثينيات القرن التاسع عشر إلى تدمير عكا وثم زادت الأهمية السياسية لنابلس. استعاد العثمانيون السيطرة على فلسطين من المصريين في عامي 1840 و1841. ومن هنا برزت عشيرة عبد الهادي التي تعود أصولها إلى عرابة في منطقة سهل عرابة في شمال السامرة. وكانوا حلفاء مخلصين لجزار باشا والطوقان وحصلوا على ولاية جبل نابلس وسناجق أخرى.
في عام 1887 تأسست متصرفية القدس كجزء من سياسة الحكومة العثمانية لتقسيم ولاية سوريا الكبرى إلى وحدات إدارية أصغر. لقد اتخذت إدارة المتصرفية مظهرًا محليًا واضحًا.
ويسجل ميشيل كومبوس أنه "في وقت لاحق بعد تأسيس تل أبيب في عام 1909 نمت الصراعات على الأرض في اتجاه التنافس الوطني الصريح". وقد حددت الطموحات الصهيونية بشكل متزايد على أنها تهديد من قبل القادة الفلسطينيين في حين أدت حالات شراء الأراضي من قبل المستوطنين الصهاينة وإخلاء الفلاحين الفلسطينيين لاحقًا إلى تفاقم المشكلة.
برامج الجمعيات الوطنية الفلسطينية الأربع : جمعية الإخاء والعفاف والجمعية الخيرية الإسلامية وشركة الاقتصاد الفلسطيني العربي (تترجم حرفيا. الجمعية الاقتصادية العربية الفلسطينية) وشركة التجارة الوطنية الاقتصادية (تترجم حرفيا. الرابطة الوطنية للتجارة الاقتصادية)وقد وردت أنباء عن تأسيس في جريدة فلسطين في يونيو 1914 برسالة من ر. أبو الصلعود." تتشابه الجمعيات الأربعة في الوظيفة والمثل العليا تعزيز الوطنية والتطلعات التعليمية ودعم الصناعات الوطنية.

## فترة الانتداب البريطاني

### الجماعات القومية التي بنيت حول الشخصيات البارزة
كان الأعيان العرب الفلسطينيون مجموعة من النخب الحضرية على قمة الهرم الاجتماعي والاقتصادي الفلسطيني حيث هيمن مزيج القوة الاقتصادية والسياسية على السياسة العربية الفلسطينية طوال فترة الانتداب البريطاني. وقد قاموا بتشجيع واستغلال سيطرة الأعيان خلال الفترة العثمانية ثم من قبل البريطانيين خلال فترة الانتداب للعمل كوسطاء بين السلطة والشعب لإدارة الشؤون المحلية لفلسطين.

### الحسيني
كانت عائلة الحسيني قوة رئيسية في التمرد ضد محمد علي الذي حكم مصر وفلسطين في تحدٍ للإمبراطورية العثمانية. وقد أدى هذا إلى ترسيخ علاقة تعاونية مع السلطة العثمانية العائدة. وشاركت العائلة في قتال عائلة القيسي بالتحالف مع أحد أمراء الريف في منطقة القدس مصطفى أبو غوش الذي كان يصطدم مع القبيلة بشكل متكرر. وقد حدثت الخلافات تدريجيا في المدينة بين العشيرة والخالديين الذين قادوا القيسيين إلا أن هذه الصراعات كانت تتعلق بالمواقع في المدينة وليس التنافس القيسي اليماني.
قاد الحسينيون في وقت لاحق حركات المقاومة والدعاية ضد الشباب الأتراك الذين سيطروا على الإمبراطورية العثمانية وخاصة ضد حكومة الانتداب البريطاني والهجرة الصهيونية المبكرة. جمال الحسيني هو مؤسس ورئيس الحزب العربي الفلسطيني في عام 1935. وانتخب إميل غوري أميناً عاماً وهو المنصب الذي احتفظ به حتى نهاية الانتداب البريطاني في عام 1948. في عام 1948 وبعد احتلال الأردن للقدس عزل الملك عبد الله ملك الأردن الحاج أمين الحسيني من منصب المفتي العام للقدس ومنعه من دخول القدس.

### نشاشيبي
كان لعائلة النشاشيبي نفوذ قوي بشكل خاص في فلسطين خلال فترة الانتداب البريطاني من عام 1920 حتى عام 1948. طوال هذه الفترة تنافسوا مع الحسينيين على السيطرة على المشهد السياسي العربي الفلسطيني. وكما هو الحال مع غيرهم من الأعيان فإن افتقارهم إلى الانتماء إلى السكان العرب الفلسطينيين سمح لهم بالصعود كقادة ولكن ليس كممثلين للمجتمع العربي الفلسطيني. كانت عائلة النشاشيبي على رأسها راغب النشاشيبي الذي عينه رئيسًا لبلدية القدس في عام 1920. كان راغب شخصية سياسية مؤثرة طوال فترة الانتداب البريطاني، وساعد في تشكيل حزب الدفاع الوطني في عام 1934. كما شغل منصب وزير في الحكومة الأردنية ومحافظ الضفة الغربية وعضو مجلس الأعيان الأردني وأول حاكم عسكري في فلسطين.

### طوقان
عائلة طوقان التي يعود أصلها إلى شمال سوريا قادها الحاج صالح باشا طوقان في أوائل القرن الثامن عشر وكانت منافسة لعائلة النمر في جبل نابلس (منطقة نابلس وجنين). لقد شغل أفراد عائلة طوقان منصب المتسلم (حاكم المنطقة) لفترة أطول من أي عائلة أخرى في القرنين الثامن عشر والتاسع عشر. واستمر التنافس بين آل طوقان وعائلة النمر حتى عشرينيات القرن التاسع عشر.

### عبد الهادي
عوني عبد الهادي من عائلة عبد الهادي. كانت عائلة عبد الهادي من أبرز ملاك الأراضي في المناطق الفلسطينية العفولة وبيسان وجنين ونابلس. أسس عوني حزب الاستقلال كفرع للحزب القومي العربي. انضم رشدي عبد الهادي إلى الخدمة الإدارية البريطانية في عام 1921. انضم أمين عبد الهادي إلى المجلس العسكري الأعلى في عام 1929، وكان تحسين عبد الهادي رئيساً لبلدية جنين. وفي يوليو/تموز 1930، باع بعض أفراد العائلة أسهمهم في قرية زرعين سراً إلى الصندوق القومي اليهودي مع أن المعارضة القومية لمثل هذه المبيعات للأراضي. كانت طرب عبد الهادي الناشطة النسوية زوجة عوني عبد الهادي ويشهد قصر عبد الهادي الذي بناه محمود عبد الهادي في نابلس على قوة وهيبة العائلة.

### الخالدي الدجاني الشنطي
ومن الأعيان الآخرين : آل الخالدي وآل الدجاني وآل الشنتي. وقد شكلت آراء الأعيان وحلفائهم إلى حد كبير المواقف السياسية المتباينة للعرب الفلسطينيين في ذلك الوقت. وفي عام 1918 ومع تزايد قوة الحركات الوطنية العربية الفلسطينية في القدس ويافا وحيفا وعكا ونابلس انضم عارف العارف إلى الحاج أمين وأخيه فخري الحسيني وإسحق درويش وإبراهيم درويش وجمال الحسيني وكامل البديري والشيخ حسن أبو السعود في تأسيس النادي العربي.

### النشاط القومي 1918-1920
وبعد وصول البريطانيين أنشئت عدد من الجمعيات الإسلامية المسيحية في كافة المدن الكبرى. وفي عام 1919 اجتمعوا معًا لعقد المؤتمر العربي الفلسطيني الأول في القدس. وكانت برامجها الرئيسية تتمثل في الدعوة إلى حكومة تمثيلية ومعارضة وعد بلفور.
لقد أدى اتفاق فيصل-وايزمان إلى دفع السكان العرب الفلسطينيين إلى رفض الحركة القومية العربية السورية التي قادها فيصل (والتي كان كثيرون منهم يعلقون عليها آمالهم في السابق) والتحرك بدلاً من ذلك من أجل أن تصبح فلسطين دولة منفصلة ذات أغلبية عربية. ولتحقيق هذا الهدف طالبوا بتشكيل جمعية منتخبة. في عام 1919 واستجابة للمخاوف العربية الفلسطينية من إدراج وعد بلفور في عملية التطهير تأسست جمعية سرية تدعى الكف السوادء (التي تغير اسمها بعد ذلك إلى الفدائيين) والتي لعبت فيما بعد دوراً هاماً في الأنشطة السرية المناهضة للبريطانيين والصهيونية. كانت الجمعية تدار من قبل عائلتي الدجاني والشنطي وكان إبراهيم حماني مسؤولاً عن التدريب وكان عيسى السفري يطور شفرة سرية للمراسلات. كان مقر الجمعية في البداية في يافا، لكنها نقلت مقرها إلى نابلس وكان فرع القدس يديره محمود عزيز الخالدي.

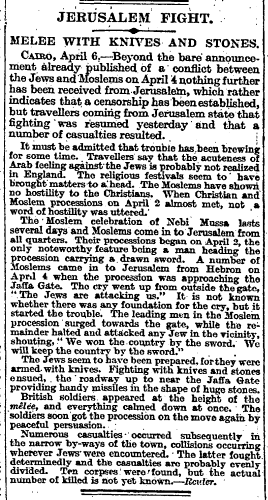
تقرير صحيفة التايمز عن أعمال الشغب 8 أبريل 1920

بعد أحداث أبريل وقع حدث حوّل التنافس التقليدي بين عشيرتي الحسيني والنشاشيبي إلى صدع خطير كان له عواقب بعيدة المدى على الحسيني والقومية الفلسطينية. وبحسب السير لويس بولس فقد مورست ضغوط كبيرة على الإدارة العسكرية من جانب القادة والمسؤولين الصهاينة مثل ديفيد يلين من أجل إقالة رئيس بلدية القدس موسى كاظم الحسيني نظراً لمشاركته في أعمال شغب النبي موسى في شهر مارس/آذار السابق. قام العقيد ستورز الحاكم العسكري للقدس بعزله دون أي تحقيق آخر واستبدله براغب. ووفقاً لتقرير بالين كان لهذا "تأثير عميق على أتباعه في الدين حيث أكد بشكل قاطع القناعة التي تشكلت لديهم بالفعل من أدلة أخرى بأن الإدارة المدنية كانت مجرد دمية في يد المنظمة الصهيونية".

### المجلس الإسلامي الأعلى في عهد الحاج أمين (1921-1937)
قام المفوض السامي لفلسطين هربرت صموئيل في مواجهة النشاشيبيين الذين حصلوا على منصب عمدة القدس بالعفو عن الحاج أمين وعارف العارف وتأسيس المجلس الإسلامي الأعلى (أس أم سي) أو المجلس الإسلامي الشرعي الأعلى في 20 ديسمبر 1921. وكان من المقرر أن تتمتع هيئة الأوقاف الإسلامية بالسلطة على جميع محاكم الأوقاف الإسلامية والمحاكم الشرعية في فلسطين. وكان من المقرر أن يقوموا بانتخاب أعضاء المجلس من قبل هيئة انتخابية و عين الحاج أمين رئيسًا للمجلس مع صلاحيات التوظيف على جميع المسؤولين المسلمين في جميع أنحاء فلسطين. وصفتها اللجنة الأنجلو أمريكية بأنها آلة سياسية قوية.
نادرًا ما كان الحاج أمين يفوض السلطات وثم كان الحاج أمين هو الذي يتولى معظم العمل التنفيذي للمجلس. لعبت المحسوبية والمحاباة دورًا محوريًا في فترة تولي الحاج أمين رئاسة المجلس العسكري الأعلى وعين أمين التميمي رئيسًا بالنيابة عندما كان الحاج أمين في الخارج وكان الأمناء المعينون هم عبد الله شفيق ومحمد العفيفي ومن عام 1928 إلى عام 1930 كان الأمين هو قريب الحاج أمين جمال الحسيني وسعد الدين الخطيب وفي وقت لاحق كان أحد أقارب الحاج أمين الآخرين علي الحسيني وعجاج نويهض وهو درزي مستشارًا.

#### تسييس حائط البراق
لقد حدث تسييس حائط البراق خلال فترة الانتداب البريطاني.  الاضطرابات في حائط المبكى عام 1928  تكررت في عام 1929 إلا أن العنف في أعمال الشغب التي تلت ذلك والتي أسفرت عن مقتل 116 عربياً فلسطينياً و133 يهودياً وجرح 339 كانت مفاجئة في شدتها.

#### عصابة اليد السوداء
أسس عز الدين القسام عصابة اليد السوداء عام 1935. استشهد عز الدين في تبادل لإطلاق النار مع القوات البريطانية. وقد اكتسب شهرة واسعة في الفولكلور الوطني الفلسطيني بسبب نضاله ضد الصهيونية.

### الثورة العربية 1936-1939
الثورة العربية الكبرى 1936-1939 كانت انتفاضة قام بها العرب الفلسطينيون في ظل الانتداب البريطاني على فلسطين احتجاجًا على الهجرة اليهودية الجماعية.
كان عبد القادر الحسيني أحد زعماء الثورة عضوًا في الحزب العربي الفلسطيني وشغل منصب الأمين العام له وأصبح رئيس تحرير صحيفة الحزب "اللواء" بالإضافة إلى صحف أخرى بما في ذلك "الجامعة الإسلامية". في عام 1938 نفي عبد القادر وفي عام 1939 هرب إلى العراق حيث شارك في انقلاب رشيد عالي الكيلاني.
محمد نمر الهواري الذي بدأ مسيرته المهنية كمتابع مخلص للحاج أمين انفصل عن عائلة الحسيني المؤثرة في أوائل الأربعينيات. قدر البريطانيون قوة حركة الكشافة النجادة شبه العسكرية بقيادة الهواري بنحو 8000 قبل عام 1947.

### تقرير بيل لعام 1937 وتداعياته
انفصلت عشيرة النشاشيبي عن اللجنة العربية العليا والحاج أمين بعد وقت قصير من نشر محتويات تقرير اللجنة الملكية الفلسطينية في 7 يوليو 1937 معلنة خطة تقسيم الأراضي. وقد قبل النشاشيبيون والحزب الشيوعي العربي الفلسطيني والعديد من الفلسطينيين الآخرين الخطة ولكن الانقسام في صفوفهم بين الرافضين والمؤيدين للتقسيم أدى إلى سيطرة الحاج أمين على اللجنة العربية العليا. وقد رفض الخطة بدعم من جامعة الدول العربية.

#### النتائج
أدت ثورة 1936-1939 إلى اختلال التوازن في القوة بين المجتمع اليهودي والمجتمع العربي الفلسطيني حيث نزع سلاح الأخير إلى حد كبير. كما عمل البريطانيون على تقليص الهجرة الصهيونية إلى حد كبير لتهدئة الشرق الأوسط العربي في ظل المواجهة الوشيكة مع ألمانيا النازية. وقد قدم عرض آخر للفلسطينيين في "الكتاب الأبيض" البريطاني لعام 1939" والذي اقترح تحديد سقف للهجرة اليهودية إلى فلسطين على مدى السنوات الخمس المقبلة بـ 75 ألف شخص وبعد ذلك سوف يكون الحصول على موافقة العرب مطلوباً. كما اقترحت الخطة فرض قيود صارمة على مشتريات اليهود من الأراضي وعرضت إقامة دولة فلسطينية ذات أغلبية عربية في غضون عشر سنوات. وقد رفضت اللجنة العربية العليا هذا العرض.

### حرب 1947-1948
انتقل عبد القادر إلى مصر في عام 1946 لكنه عاد سراً إلى فلسطين لقيادة جيش الجهاد المقدس في يناير 1948 وقتل أثناء القتال بالأيدي ضد الهاجاناه حيث استولى جيش الجهاد المقدس على تل القسطل على طريق تل أبيب - القدس ، في 8 أبريل 1948. وكان مقتل القادر عاملاً في انخفاض الروح المعنوية بين قواته وعين الغوري الذي لم يكن لديه أي خبرة في القيادة العسكرية قائداً لفيلق القدس. وظل فوزي القاوقجي على رأس جيش التحرير العربي القائد العسكري البارز الوحيد.

## 1948–1964

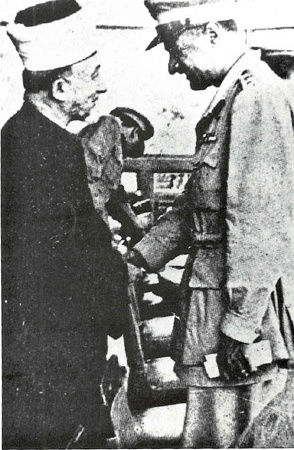
لقاء الحاج أمين الحسيني مع جمال عبد الناصر الرئيس المصري المستقبلي عام 1948

وفي سبتمبر/أيلول 1948 أُعلن عن قيام حكومة عموم فلسطين في قطاع غزة الذي كان تحت السيطرة المصرية وحازت على الفور على دعم أعضاء جامعة الدول العربية باستثناء الأردن. ورغم أن اختصاص الحكومة كان معلناً ليشمل كامل فلسطين الانتدابية السابقة فإن اختصاصها الفعلي كان مقتصراً على قطاع غزة . وكان رئيس الوزراء في الإدارة التي تتخذ من غزة مقراً لها هو أحمد حلمي باشا وكان الرئيس هو الحاج أمين الحسيني الرئيس السابق للجنة العربية العليا.
ولكن حكومة عموم فلسطين كانت تفتقر إلى أي سلطة ذات شأن وكان مقرها في الواقع في القاهرة. وفي عام 1959 دمجت رسميا في الجمهورية العربية المتحدة بموجب مرسوم أصدره عبد الناصر مما أدى إلى شل أي أمل فلسطيني في الحكم الذاتي. ومع تأسيس دولة إسرائيل عام 1948 إلى جانب نزوح الفلسطينيين عام 1948 انعكست التجربة المشتركة للاجئين الفلسطينيين العرب في تلاشي الهوية الفلسطينية. ونشأت مؤسسات الجنسية الفلسطينية ببطء بين اللاجئين الفلسطينيين في الشتات. في عام 1950 أسس ياسر عرفات اتحاد طلبات فلسطين. بعد حرب عام 1948 بين العرب وإسرائيل انتقل معظم أفراد عشيرة الحسيني إلى الأردن ودول الخليج. وقد فر العديد من رؤساء العائلات الذين بقوا في البلدة القديمة والأحياء الشمالية من القدس الشرقية بسبب العداء مع الحكومة الأردنية التي كانت تسيطر على ذلك الجزء من المدينة.
تأسست حركة فتح التي تبنت أيديولوجية وطنية فلسطينية تقوم على تحرير الفلسطينيين من خلال تصرفات العرب الفلسطينيين في عام 1954 على يد أعضاء الشتات الفلسطيني معظمهم من المهنيين العاملين في دول الخليج الذين كانوا لاجئين في غزة وذهبوا للدراسة في القاهرة أو بيروت بما في ذلك ياسر عرفات الذي كان رئيس الاتحاد العام لطلبة فلسطين (جي يو بيه أس) (1952-1956) في جامعة القاهرة وصلاح خلف وخليل الوزير وخالد يشروتي كان رئيس الاتحاد العام لطلبة فلسطين في بيروت (1958-1962).

### منظمة التحرير الفلسطينية حتى الانتفاضة الأولى (1964-1988)
تأسست منظمة التحرير الفلسطينية في اجتماع ضم 422 شخصية وطنية فلسطينية في القدس في مايو/أيار 1964 تنفيذاً لقرار سابق صادر عن جامعة الدول العربية. صدر الميثاق التأسيسي لمنظمة التحرير الفلسطينية في 28 مايو وسعى إلى حل الدولة الواحدة داخل حدود فلسطين الانتدابية مع حق العودة وتقرير المصير للفلسطينيين. كما دعت الميثاق إلى حل إسرائيل وطرد جميع اليهود الذين وصلوا بعد وعد بلفور مع اعتبار أي يهود متبقين جزءًا من دولة ديمقراطية واحدة. كما سعى الميثاق أيضًا إلى "حظر... وجود ونشاط" الصهيونية.
بعد هزيمة الدول العربية في حرب الأيام الستة في يونيو 1967 أصبحت الضفة الغربية والقدس الشرقية وقطاع غزة تحت السيطرة العسكرية والاحتلال الإسرائيلي. في أعقاب معركة الكرامة في مايو/أيار 1968 والتي ادعى ياسر عرفات أنها انتصار (باللغة العربية تعني كلمة "كرامة" "الكرامة") سرعان ما أصبح عرفات بطلاً وطنياً فلسطينياً. وانضمت أعداد كبيرة من الشباب العربي إلى صفوف حركته فتح. وتحت الضغط استقال أحمد الشقيري من قيادة منظمة التحرير الفلسطينية وفي يوليو/تموز 1969 انضمت حركة فتح إلى منظمة التحرير الفلسطينية وسيطرت عليها سريعاً. وأدى القتال العنيف بين العصابات المسلحة الفلسطينية والقصف المدفعي الأردني إلى إجبار قوات الدفاع الإسرائيلية على الانسحاب وأعطى العرب الفلسطينيين دفعة معنوية مهمة. وكانت إسرائيل تطلق على جيشها اسم الجيش الذي لا يقهر ولكن هذه كانت الفرصة الأولى للعرب لادعاء النصر بعد الهزيمة في أعوام 1948 و1953 و1967. وبعد المعركة بدأت فتح بالانخراط في مشاريع مجتمعية لتحقيق الانتماء الشعبي. بعد معركة الكرامة كانت هناك زيادة لاحقة في قوة منظمة التحرير الفلسطينية.
في عام 1974 دعت منظمة التحرير الفلسطينية إلى إقامة دولة مستقلة على أراضي فلسطين الانتدابية . استخدمت المجموعة تكتيكات حرب العصابات لمهاجمة إسرائيل من قواعدها في الأردن ولبنان وسوريا وكذلك من داخل قطاع غزة والضفة الغربية.
في عام 1988 أقرت منظمة التحرير الفلسطينية رسميًا حل الدولتين حيث تعيش إسرائيل وفلسطين جنبًا إلى جنب بشرط الالتزام بشروط محددة مثل جعل القدس الشرقية عاصمة للدولة الفلسطينية ومنح الفلسطينيين حق العودة إلى الأراضي التي احتلها الفلسطينيون قبل حربي 1948 و1967 مع إسرائيل. وقد شكك بعض العلماء والصحفيين والسياسيين في صدق هذه التصريحات واعتبروا الغموض الذي يكتنفها بمثابة مراوغة موجهة إلى الجمهور الغربي.

### الانتفاضة الأولى (1987-1993)

#### القيادة المحلية
لقد شكلت الانتفاضة الأولى (1987-1993) نقطة تحول أخرى في القومية الفلسطينية حيث دفعت الفلسطينيين في الضفة الغربية وغزة إلى طليعة النضال. حشدت القيادة الوطنية الموحدة للانتفاضة الدعم القيادة الموحدة للانتفاضة.
وفي عام 1987 فاجأت الانتفاضة منظمة التحرير الفلسطينية ولم تتمكن القيادة في الخارج من التأثير على الأحداث إلا بشكل غير مباشر. ونشأت قيادة محلية جديدة هي القيادة الوطنية الموحدة للجيش الفلسطيني والتي تتكون من العديد من الفصائل الفلسطينية الرائدة. وسرعان ما تحولت الاضطرابات العفوية في البداية إلى قيادات محلية من الجماعات والمنظمات الموالية لمنظمة التحرير الفلسطينية التي تعمل داخل الأراضي المحتلة : فتح والجبهة الشعبية لتحرير فلسطين والجبهة الديمقراطية لتحرير فلسطين والحزب الشيوعي الفلسطيني. لقد كانت قيادة الجيش الوطني الليبي المتحدة هي محور التماسك الاجتماعي الذي دعم الاضطرابات المستمرة.
بعد أن أعلن الملك حسين ملك الأردن الانفصال الإداري والقانوني للضفة الغربية عن الأردن في عام 1988 قامت القيادة الوطنية الموحدة للجيش الإسرائيلي بتنظيم نفسها لملء الفراغ السياسي.

## ظهور حماس
في عام 1987 أسس الباحث الإسلامي الفلسطيني أحمد ياسين حركة المقاومة الإسلامية المعروفة أيضًا باسم حماس  بعد اندلاع الانتفاضة الأولى ضد الاحتلال الإسرائيلي. وقد نشأت كمنظمة إسلامية سنية متميزة من جمعية المجمع الإسلامي الخيرية الإسلامية التي أسسها عام 1973 والتابعة لجماعة الإخوان المسلمين. تأسست حركة حماس بهدف شن حرب مقدسة ضد الصهيونية ومعارضة عملية السلام وتعزيز التدين بين الشباب. دعت المنظمة إلى "الاستشهاد" باعتباره الهدف المثالي في نضالها ضد إسرائيل. خلال الانتفاضة أنهت حماس احتكار منظمة التحرير الفلسطينية كممثل سياسي وحيد للشعب الفلسطيني.

## عملية السلام
لقد سئم بعض الإسرائيليين من العنف المستمر في الانتفاضة الأولى وكان العديد منهم على استعداد للمخاطرة من أجل السلام. أراد البعض إدراك الفوائد الاقتصادية التي يمكن أن يحققها الاقتصاد العالمي الجديد. لقد ساهمت حرب الخليج (1990-1991) بشكل كبير في إقناع الإسرائيليين بأن القيمة الدفاعية للأراضي كانت مبالغ فيها وأن الغزو العراقي للكويت أدى إلى تقليص شعورهم بالأمن نفسياً.

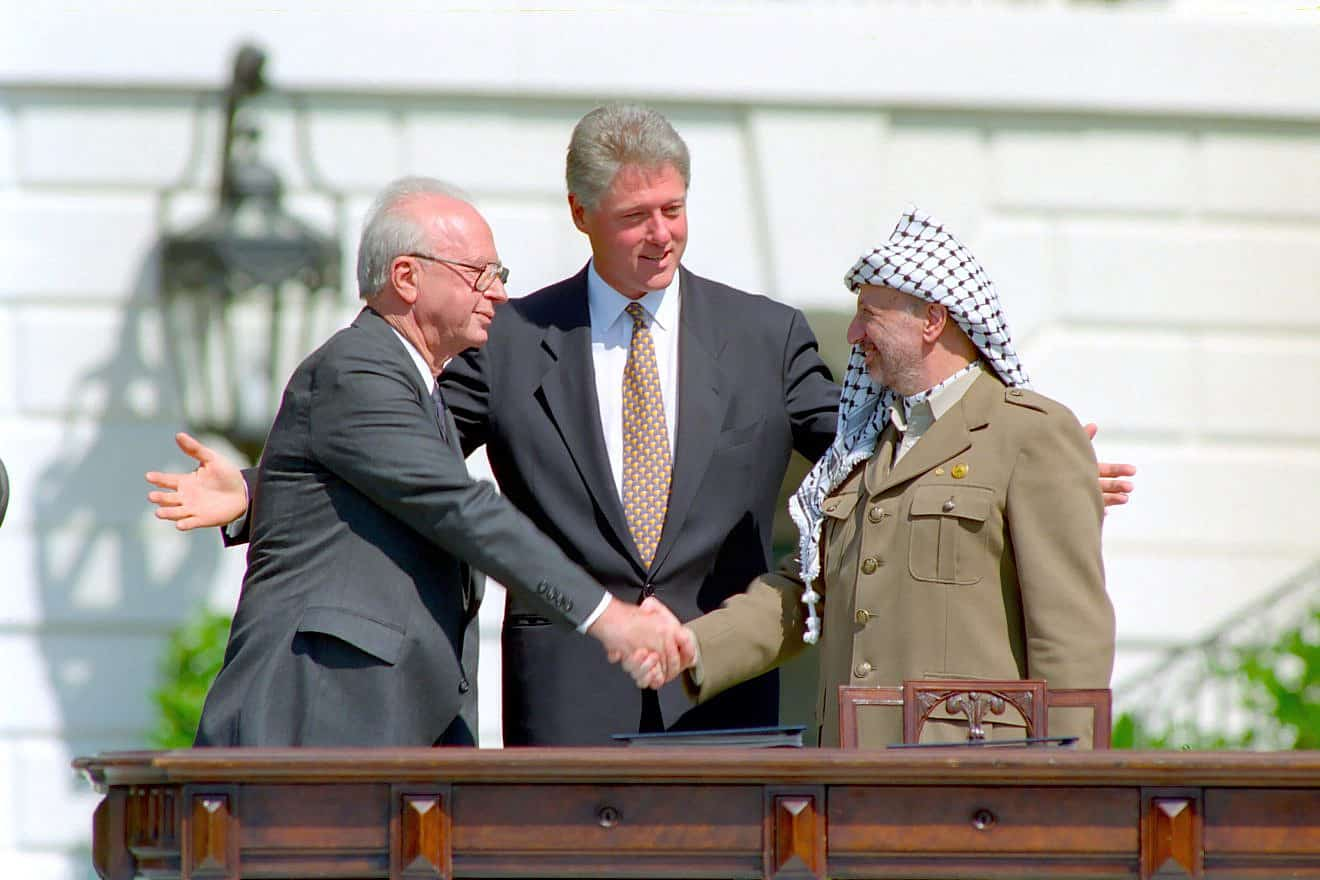
إسحاق رابين وياسر عرفات وبيل كلينتون عند توقيع اتفاقيات أوسلو 13 سبتمبر 1993

لقد بدأ تجدد السعي الإسرائيلي الفلسطيني إلى السلام في نهاية الحرب الباردة عندما تولت الولايات المتحدة زمام المبادرة في الشؤون الدولية. وبعد انهيار الاتحاد السوفييتي أصبح المراقبون الغربيون متفائلين كما كتب فرانسيس فوكوياما في مقال له بعنوان " نهاية التاريخ". وكان الأمل أن يشكل نهاية الحرب الباردة بداية نظام دولي جديد. في خطاب ألقاه في الحادي عشر من سبتمبر عام 1990 تحدث الرئيس جورج بوش الأب عن "فرصة نادرة" للتحرك نحو " نظام عالمي جديد " حيث "يمكن لدول العالم شرقًا وغربًا شمالًا وجنوبًا أن تزدهر وتعيش في وئام" مضيفًا أن "العالم الجديد يكافح اليوم من أجل أن يولد".

#### اتفاقية أوسلو لعام 1993
وكانت مطالب السكان المحليين الفلسطينيين والإسرائيليين تختلف إلى حد ما عن مطالب الشتات الفلسطيني الذي شكل القاعدة الرئيسية لمنظمة التحرير الفلسطينية حتى ذلك الحين حيث كان اهتمامهم الأساسي هو الاستقلال وليس حق العودة للاجئين. وقد عززت اتفاقية أوسلو لعام 1993 الاعتقاد بحل الدولتين في الحركة الفلسطينية السائدة على النقيض من الهدف الأصلي لمنظمة التحرير الفلسطينية وهو حل الدولة الواحدة الذي يستلزم تدمير إسرائيل واستبدالها بدولة فلسطينية علمانية ديمقراطية.
لقد تمت مناقشة حل الدولتين لأول مرة بشكل جدي في سبعينيات القرن العشرين، عندما قال سعيد حمامي إن منظمة التحرير الفلسطينية ستكون على استعداد لقبول حل الدولتين، على أساس مؤقت على الأقل. وبحلول عام 1982 التزمت منظمة التحرير الفلسطينية رسمياً بالاعتراف بحل الدولتين على أساس دولة فلسطينية في الضفة الغربية وغزة والقدس الشرقية. بحلول منتصف ثمانينيات القرن العشرين أصبح حل الدولتين هو الموقف التفاوضي لقيادة منظمة التحرير الفلسطينية حيث حاول الزعيم ياسر عرفات والملك حسين ملك الأردن إقناع الولايات المتحدة بحق الفلسطينيين في تقرير المصير مقابل قبول قرار مجلس الأمن التابع للأمم المتحدة رقم 242 وثم القبول الضمني بوجود إسرائيل. في عام 1988 نشر المجلس الوطني الفلسطيني أول بيان فلسطيني رسمي يعترف بحل الدولتين والذي دعا فقط إلى الانسحاب من القدس الشرقية والأراضي الفلسطينية المحتلة. وقد قبلت الولايات المتحدة هذه التصريحات إلى جانب تصريحات عرفات اللاحقة في جنيف كأساس للحوار.

### السلطة الوطنية الفلسطينية (1993)
في عام 1993 ومع نقل السيطرة المتزايدة على الأماكن المقدسة الإسلامية في القدس من إسرائيل إلى الفلسطينيين عين رئيس منظمة التحرير الفلسطينية ياسر عرفات سليمان الجعبري مفتياً عاماً. وعندما توفي عام 1994 عيّن عرفات عكرمة سعيد صبري. عزل صبري في عام 2006 من قبل رئيس السلطة الوطنية الفلسطينية محمود عباس الذي كان قلقًا من تورط صبري بشكل كبير في الأمور السياسية. وقد عين عباس محمد أحمد حسين الذي كان يُنظر إليه على أنه معتدل سياسياً.

## الأهداف

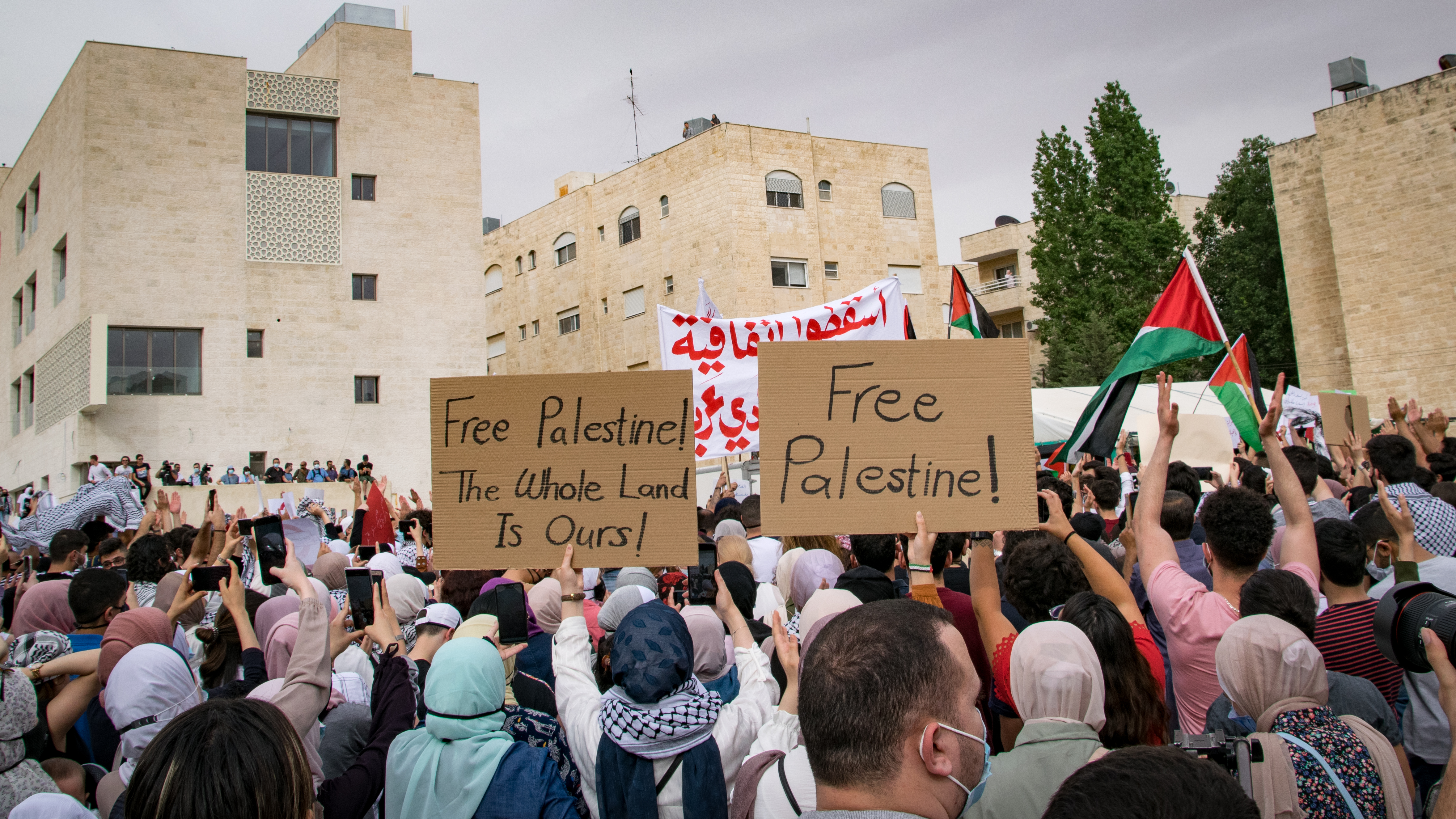
مظاهرة في عمّان الأردن خلال الأزمة الإسرائيلية الفلسطينية عام 2021

### الدولة الفلسطينية
وتتضمن المقترحات المعاصرة لإقامة دولة فلسطينية إنشاء دولة مستقلة للشعب الفلسطيني في فلسطين على الأراضي التي احتلتها إسرائيل منذ حرب الأيام الستة عام 1967 وقبل ذلك العام احتلتها مصر ( غزة ) والأردن ( الضفة الغربية والقدس الشرقية ). وتشمل المقترحات قطاع غزة الذي تسيطر عليه حركة حماس في السلطة الوطنية الفلسطينية والضفة الغربية التي تديرها حركة فتح في السلطة الوطنية الفلسطينية والقدس الشرقية التي ضمتها إسرائيل من جانب واحد في عام 1980 ولا تزال تحت السيطرة الإسرائيلية. وتؤيد أقلية من الفلسطينيين والإسرائيليين حل الدولة الواحدة بدلا من ذلك في جميع أنحاء منطقة فلسطين الانتدابية البريطانية والتي تشمل كل غزة والضفة الغربية وإسرائيل.

### من النهر إلى البحر
"من النهر إلى البحر" هو شعار سياسي فلسطيني شعبي ويشكل جزءا منه. وهي تشير إلى الأرض التي تقع بين نهر الأردن والبحر الأبيض المتوسط وقد أستخدامها بشكل متكرر في تصريحات القادة العرب. كما قاموا بترديدها في الاحتجاجات والمظاهرات المؤيدة للفلسطينيين حيث غالبًا ما تتبعها أو تسبقها عبارة "فلسطين ستكون حرة".
منذ إنشائها في عام 1964 وحتى ثمانينيات القرن العشرين ادعت منظمة التحرير الفلسطينية أن "فلسطين من النهر إلى البحر" هي أراضيها. بطريقة مختلفة بعض الشيء لا تزال حماس تطالب بـ "فلسطين من النهر إلى البحر" في إشارة إلى جميع مناطق فلسطين الانتدابية السابقة.

## القوميات الأخرى

### القومية العربية

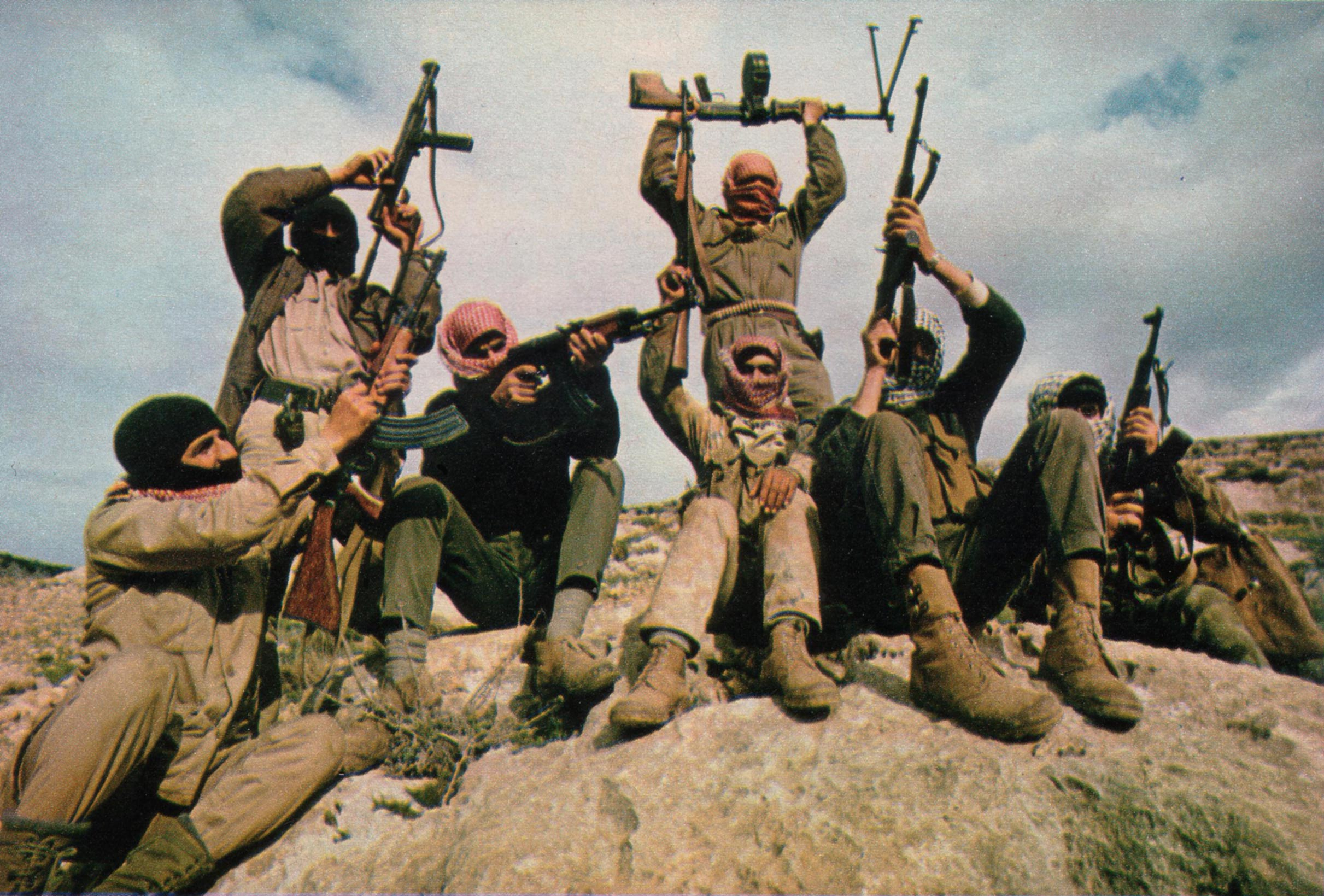
دورية للجبهة الشعبية لتحرير فلسطين في الأردن 1969

وتتبنى بعض المجموعات داخل منظمة التحرير الفلسطينية وجهة نظر أكثر قومية عربية من فتح كما أن فتح نفسها لم تتخل قط عن القومية العربية لصالح أيديولوجية وطنية فلسطينية بحتة. ويبرر بعض الأعضاء القوميين العرب آراءهم بالقول إن النضال الفلسطيني يجب أن يكون رأس حربة لحركة قومية عربية أوسع. على سبيل المثال نظرت الجبهة الشعبية لتحرير فلسطين الماركسية إلى "الثورة الفلسطينية" باعتبارها الخطوة الأولى نحو الوحدة العربية فضلاً عن كونها جزءاً لا يتجزأ من النضال العالمي ضد الإمبريالية. ومع ذلك يبدو أن هناك إجماعاً عاماً بين الفصائل الفلسطينية الرئيسية على أن التحرر الوطني له الأسبقية على الولاءات الأخرى بما في ذلك القومية العربية والإسلامية والأممية البروليتارية.

### الوحدة الإسلامية

علم حماس.

وفي تكرار لاحق لهذه التطورات فإن المشاعر الإسلامية الشاملة التي تجسدها جماعة الإخوان المسلمين وغيرها من الحركات الدينية من شأنها أن تثير الصراع مع القومية الفلسطينية. حوالي 90% من الفلسطينيين هم من المسلمين السنة . ورغم أن المبادئ السياسية الإسلامية أو الإسلام السياسي لم تغب قط عن خطاب وتفكير فصائل منظمة التحرير الفلسطينية العلمانية إلا أنها لم تصبح جزءاً كبيراً من الحركة الفلسطينية إلا مع صعود حركة حماس في ثمانينيات القرن العشرين.
كان المفكرون الإسلاميون الأوائل ينظرون إلى القومية باعتبارها أيديولوجية غير إلهية حيث استبدلوا " الأمة" بالله كموضوع للعبادة والاحترام. لقد النظر إلى النضال من أجل فلسطين من خلال منظور ديني حصري باعتباره نضالاً من أجل استعادة الأراضي الإسلامية والأماكن المقدسة في القدس. ومع ذلك فإن التطورات اللاحقة ولا سيما نتيجة للتعاطف الإسلامي مع النضال الفلسطيني أدت إلى قبول العديد من الحركات الإسلامية للقومية باعتبارها أيديولوجية مشروعة. وفي حالة حماس الفرع الفلسطيني لجماعة الإخوان المسلمين.